# Grézieu-le-Marché
Grézieu-le-Marché település Franciaországban, Rhône megyében. Lakosainak száma 831 fő (2022. január 1.). Grézieu-le-Marché Meys, Pomeys, Chazelles-sur-Lyon, Maringes, Viricelles és Aveize községekkel határos.

## Népesség
A település népességének változása:
| Lakosok száma | 770  | 803  | 826  | 815  | 821  | 827  | 824  | 829  | 831  |
|               | 2013 | 2015 | 2016 | 2017 | 2018 | 2019 | 2020 | 2021 | 2022 |